# Distretto di Kunszentmárton
Il distretto di Kunszentmárton (in ungherese Kunszentmártoni járás) è un distretto dell'Ungheria, situato nella provincia di Jász-Nagykun-Szolnok.